# محمد بن سعيد بن غباش المري
محمد بن سعيد بن غباش المري الحنبلي السلفي الأثري الأزهري العماني (1317 هـ – 1388 هـ) عالم دين وقاضٍ إماراتي، يُعتبر أول مواطن إماراتي يحصل على شهادة جامعية. وُلد في منطقة المعيريض بإمارة رأس الخيمة، وتلقى تعليمه في عدة مدارس قبل أن يلتحق بجامعة الأزهر في القاهرة، حيث تخرج عام 1930. شغل مناصب عدة في القضاء والتعليم في كل من الإمارات، السعودية، وقطر. عُرف بلقب الأزهري نسبةً إلى دراسته في الأزهر، والمري نسبةً إلى قبيلته المرر، والحنبلي نسبةً إلى اتباعه المذهب الحنبلية.

## النشأة والتعليم
وُلد محمد بن سعيد بن غباش سنة 1317 هـ (1898 أو 1899م) في منطقة المعيريض بإمارة رأس الخيمة (كانت تسمى سابقا بإمارة ساحل عمان)، لعائلة ميسورة الحال من تجار عشيرة آل بوراجح المنتمية إلى قبيلة المرر. كان الابن الأكبر لوالده، وتبعه إخوته الثلاثة غباش، أحمد، وسيف. بدأ تعليمه في الكتاتيب، حيث درس القرآن الكريم، الحديث، وعلوم الدين، ثم التحق بمدرسة الرجباني التي أسسها قاضي رأس الخيمة الشيخ أحمد بن حمد الرجباني، ودرس فيها لمدة خمس سنوات.
بعد ذلك، أكمل تعليمه في المدرسة التيمية المحمودية، التي أُنشئت عام 1907 بإدارة الشيخ عبد الكريم بن علي البكري. وفي 1917، سافر إلى قطر لمتابعة تعليمه في المدرسة الأثيرية التي أدارها الشيخ محمد بن عبد العزيز المانع. بعد عودته إلى رأس الخيمة عام 1921م، تتلمذ على يد القاضي محمد بن عبد الله الفارسي، حيث درس:
- الفقه
- النحو والصرف
- البلاغة
- التجويد

في 1926م قرر السفر إلى مصر للالتحاق بالأزهر الشريف، حيث حصل على شهادته في العلوم الشرعية عام 1930م، ليصبح أول إماراتي يحصل على شهادة جامعية.

## المسيرة المهنية
بعد تخرجه، عاد إلى رأس الخيمة حيث عمل قاضيًا ومحكمًا في القضايا الخلافية خلال فترة حكم الشيخ سلطان بن سالم القاسمي حتى عام 1951م. ثم انتقل إلى السعودية وعمل مدرسًا في ثانوية الأحساء، ثم شغل منصب مساعد رئيس المحاكم في الخبر.
عام 1954م، انتقل إلى قطر ليصبح مديرًا للمعهد الديني ومراقبًا على الكتب الدينية، واستمر في هذا المنصب حتى وفاته.

## الإرث والتكريم
عام 2014م، كرّمه الشيخ محمد بن راشد آل مكتوم نائب رئيس دولة الإمارات، بمنحه ميدالية "أوائل الإمارات" تقديرًا لدوره كأول خريج جامعي إماراتي. كما أصدرت هيئة بريد الإمارات طابعًا بريديًا يحمل اسمه في أبريل 2004م.

## مؤلفاته
ترك محمد بن سعيد بن غباش عدة مؤلفات، منها:
- حاشية على الروض المربع[3]
- تقرير وزيادات على حاشية اللبدي على نيل المآرب شرح دليل الطالب[4]
- الفوائد في تاريخ الإمارات
- الحوليات في تاريخ الإمارات

## الوفاة
عام 1388 هـ (1969م)، تعرض لحادث في قطر، وتم نقله إلى الهند للعلاج، لكنه تُوفي هناك. ثم نُقل جثمانه ودفن في الدوحة، التي كان يحبها ويعتبرها وطنًا ثانيًا له.